# Leustachio I Rátót
Leustachio (I) Rátót (in ungherese Rátót nembeli (I.) Leusták; ... – intorno al 1196) fu un importante nobile ungherese della famiglia dei Rátót, progenitore dei rami dei Palatino e dei Gyulafi.
Secondo un documento della corona del 1230, ricoprì la carica di voivoda di Transilvania dal 1176 al 1196 circa; si tratta della prima persona attestata da una fonte affidabile a ricoprire tale carica.
Leustachio, a fianco del palatino Ampud (o Ompud), fu incaricato di guidare i rinforzi ungheresi inviati all'impero bizantino contro i selgiuchidi nella battaglia di Miriocefalo del 1176. Lo scontro si concluse con una netta vittoria dei selgiuchidi.